# Johannes Dürrstein

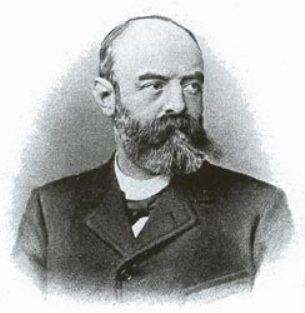
Johannes Dürrstein (1845–1901)

Johannes Dürrstein (* 22. August 1845 in Niederrad; † 7. Mai 1901) war ein deutscher Unternehmer und Gründer der Uhrenfabrik „Union“ in Glashütte.
Dürrstein wuchs in bürgerlichen Verhältnissen auf und absolvierte eine kaufmännische Lehre beim Frankfurter Uhren-Großhändler Ludwig & Fries. Geschäftlich bereiste er wiederholt die Schweiz und lernte die bedeutenden Uhrenhersteller des Landes kennen.

## UhrengroßhandlungDürrstein & Co.
Am 19. Januar 1874 gründete Dürrstein in Dresden die Uhrengroßhandlung Dürrstein & Co. und baute ein Handelsnetz im Deutschen Reich, Österreich-Ungarn, Böhmen und in der Schweiz auf. Er erkannte, dass sich ihm für eine preiswerte Gebrauchsuhr für jedermann ein großer Absatzmarkt bot. Nach einiger Zeit verkaufte Dürrstein bis zu 50.000 Taschenuhren jährlich, die er von Zulieferern aus der Schweiz bezog.
Dürrstein handelte bereits 1874 mit Ferdinand Adolph Lange in Glashütte einen Vertrag über den Alleinvertrieb der Lange-Uhren aus. Die Präzisionsuhren verkauften sich aber nicht im gewünschten Maße, da wegen der Qualität auch die Preise hoch waren. Dürrstein erreichte bei der Firma A.Lange & Söhne, dass diese daraufhin eine einfachere und preiswertere Variante der Taschenuhren, die sogenannte DUF-Qualität, herstellten, die sich in der Folge gut verkaufte. Nach 1880 führte Dürrstein die Marke Union ein, die er in der Schweiz produzieren ließ. Markenzeichen dieser Union-Taschenuhren war eine Glocke mit 5 Sternen auf Gehäuse und Uhrwerk, die Zifferblätter waren unsigniert.  1885 wurde sein Bruder Friedrich Dürrstein Teilhaber des Unternehmens.

## TaschenuhrenmanufakturGlashütter Uhrenfabrik „Union“
Aus Dürrsteins Wunsch nach mehr und vergleichsweise preiswerten Glashütter Taschenuhren folgte die Errichtung einer eigenen Uhrenmanufaktur in Glashütte, dem damaligen Zentrum des deutschen Präzisionsuhrenbaus. Am 1. Januar 1893 gründete er die Uhrenfabrik Union, Glashütte i.S., verlegte den überwiegenden Teil der Produktion aus der Schweiz nach Glashütte und begann mit der industriellen und technologisch moderneren Schablonenuhrfertigung. Die Uhren zeigten einen griechischen Tempel als Gehäusemarke, auf dem Zifferblatt befand sich der Schriftzug „Uhrenfabrik Union Glashütte“. Die technische Leitung hatte der Glashütter Uhrmacher Julius Bergter (1856–1944). Bereits im ersten Jahr konnte Dürrstein die Fertigung einer Grande Complication anzeigen. Nach sechs Jahren konnte am 1. Mai 1899 der Neubau der Uhrenfabrik eröffnet werden, wo man mit etwa 40 Mitarbeitern die Produktion von Taschenuhren aufnahm. Es wurden einfache Präzisions-Taschenuhren und  Chronographen, aber auch Uhren mit Komplikationen, sowie Taschen-Chronometer oder Tourbillons angefertigt. Später kamen Beobachtungs- und Schiffsuhren hinzu.
Dürrstein verstarb am 7. Mai 1901 nach längerer Krankheit.
Sein Bruder Friedrich Dürrstein wurde Alleininhaber beider Unternehmen, verstarb jedoch schon 1903. Danach führte dessen Witwe Lina Helene Dürrstein die Geschäfte erfolgreich weiter. Die Beobachtungsuhren und Seechronometer der Glashütter Uhrenfabrik „Union“ wurden mehrfach von der deutschen Seewarte ausgezeichnet.
Bedingt durch den Ersten Weltkrieg, die folgenden wirtschaftlich schwachen 1920er Jahre und das Aufkommen der Armbanduhren gerieten die Firmen in finanzielle Schieflage. Mit Einsetzen der Weltwirtschaftskrise verschwand die Glashütter Uhrenfabrik „Union“ im Jahre 1926, und einige Zeit später auch die Großhandlung Dürrstein & Co.